# Childrenita
La childrenita és un mineral de la classe dels minerals fosfats. Va ser descobert l'any 1823, nomenant-lo en honor de John George Children (1777–1852), químic i mineralogista anglès.

## Característiques químiques
Aquest mineral, amb fórmula Fe²⁺Al(PO₄)(OH)₂(H₂O), és l'anàleg amb ferro de l'eosforita (Mn2+AlPO₄(OH)₂·H₂O), tots dos són extrems d'una sèrie de solució sòlida, donant una família de minerals per substitució gradual del ferro per manganès.
A més dels metalls que porta en la seva fórmula, sol portar impureses de calci i de manganès.

## Formació i jaciments
Sol formar-se en les pegmatites de tipus granític complexes, com a mineral secundari producte de l'alteració hidrotermal a baixa temperatura de minerals primaris de fosfat.
Comunament es troba associat als minerals següents: siderita, quars, pirita, apatita i turmalina.

## Usos
Sol extreure's en les mines unit a altres fosfats o minerals de ferro.